# Cine filme
Ciné filme (às vezes, Cine, sem acento agudo) é o termo comumente usado no Reino Unido para se referir a 9.5 mm, 16 mm, 8 mm e Super 8 motion picture filme, formatos utilizados para home movies. Não é normalmente usado para se referir a formatos  profissionais, tais como filme de 35 mm ou 70 mm, e é incorreto, se aplicado à qualquer formato de vídeo. Nos EUA, "movie film" é o termo informal para todos os formatos e "motion picture film" o termo formal.
Cine film , literalmente, significa filme em "movimento"; que deriva do grego "kine" para movimento; também tem raízes na palavra Anglo-Francesa cinematógrafo, que significa fotografia em movimento.

Embora houvesse tentativas anteriores, normalmente empregando grandes formatos, a introdução dos formatos de 9,5 mm e 16 mm no início da década de 1920, finalmente conseguiu introduzir a prática de apresentar  copias de filmes profissionais alugados para se "assistir em casa", que no caso dos longa-metragens, eram geralmente mais curtos que os originais.
Mais significativamente, estes novos formatos de filme foram os primeiros formatos verdadeiramente práticos para se fazer filmes amadores "caseiros" de viagens de férias, reuniões de família e eventos importantes como casamentos. Dramas amadores e comédias, eram por vezes, filmados apenas por diversão e sem qualquer aspiração de mérito artístico. Na ocasião, cineastas profissionais usavam filme para  justificar redução de custos ou para gerar um determinado efeito estético.
Fazer um filme amador de 16 mm era um hobby caro, limitado aos ricos. O formato de 9.5 mm tornou mais eficiente o uso de filme e não era tão caro. O formato 8 mm, introduzido em 1932, consumido apenas por 25% das pessoas, assim como o filme de 16 mm, finalmente tornou os filmes caseiros um luxo razoavelmente acessível a muitos. Por fim, o formato 16 mm veio para ser utilizado principalmente para fins comerciais, educacionais e industriais, meramente como uma alternativa barata ao filme de 35 mm, que produzia uma imagem de forma razoavelmente nítida e brilhante em telas menores.
Quando tornou-se comumente disponível, cine film, foi usado para gravar dados científicos, tais como observações do comportamento animal e o movimento humano. Em alguns casos, tais como estudos de dinâmica dos fluidos, a gravação era feita  em velocidades mais altas do que aquelas usadas em filmes caseiros.
Em meados da década de 1970, Betamax e gravadores VHS home vídeo - foram introduzidos. Câmeras de vídeo em cores, anteriormente além do alcance financeiro de todos, a não ser dos amadores mais ricos, gradualmente tornaram-se mais baratas e menores. Cameras de vídeo, à bateria combinando o gravador e a camera em formato único, portátil, compacto  e cada vez mais baratos. No início da década de 1980, uma hora de fita virgem de videocassete não custava mais que três minutos de um rolo de filme 8 mm com 15 metros de comprimento já processados. Havia um claro mercado para o cinema como item de massa, embora ainda no início de 2010 todos os formatos de filme mencionados acima ainda são usados para gravar novos filmes e processos, mesmo que só por poucos fornecedores especializados.
Desde que o filme tornou-se um formato obsoleto, algumas empresas ofereceram um serviço pelo qual estes filmes são convertidos para os formatos modernos  como o DVD, e amadores inventaram maneiras de realizar essa transferência com equipamentos pessoais.